# Campeonato Mundial de Atletismo em Pista Coberta de 2024 - Salto em altura masculino
A prova do salto em altura masculino do Campeonato Mundial de Atletismo em Pista Coberta de 2024 ocorreu no dia 3 de março na Arena Commonwealth, em Glasgow, no Reino Unido.

## Recordes
Antes desta competição, os recordes mundiais e do campeonato nesta prova eram os seguintes:
|                       | Nome             | Nacionalidade | Altura  | Local     | Data               |
| --------------------- | ---------------- | ------------- | ------- | --------- | ------------------ |
| Recorde mundial       | Javier Sotomayor | Cuba          | 2m 43cm | Budapeste | 4 de março de 1989 |
| Recorde do campeonato | Javier Sotomayor | Cuba          | 2m 43cm | Budapeste | 4 de março de 1989 |

## Medalhistas
| Ouro              | Prata               | Bronze               |
| Hamish Kerr (NZL) | Shelby McEwen (USA) | Woo Sang-hyeok (KOR) |

## Cronograma
Todos os horários são locais (UTC+0).
| Data       | Hora  | Evento |
| ---------- | ----- | ------ |
| 3 de março | 11:51 | Final  |

## Resultado final
A final ocorreu dia 3 de Março às 11:51.
| Posição           | Atleta            | Nacionalidade  | 2.15 | 2.20 | 2.24 | 2.28 | 2.31 | 2.34 | 2.36 | Resultados | Notas                |
| ----------------- | ----------------- | -------------- | ---- | ---- | ---- | ---- | ---- | ---- | ---- | ---------- | -------------------- |
| Medalha de ouro   | Hamish Kerr       | Nova Zelândia  | o    | o    | o    | o    | o    | o    | xo   | 2.36       | Melhor marca do ano  |
| Medalha de prata  | Shelby McEwen     | Estados Unidos | o    | –    | o    | xo   | xx–  | x    |      | 2.28       |                      |
| Medalha de bronze | Woo Sang-hyeok    | Coreia do Sul  | –    | o    | xxo  | xo   | xxx  |      |      | 2.28       |                      |
| 4                 | Oleh Doroshcuk    | Ucrânia        | o    | o    | o    | xxx  |      |      |      | 2.24       |                      |
| 5                 | Jan Štefela       | Chéquia        | xo   | xo   | o    | xxx  |      |      |      | 2.24       |                      |
| 6                 | Vernon Turner     | Estados Unidos | o    | o    | xo   | xxx  |      |      |      | 2.24       |                      |
| 7                 | Norbert Kobielski | Polónia        | xxo  | o    | xxo  | xxx  |      |      |      | 2.24       |                      |
| 8                 | Edgar Rivera      | México         | o    | o    | xxx  |      |      |      |      | 2.20       |                      |
| 9                 | Donald Thomas     | Bahamas        | o    | xxx  |      |      |      |      |      | 2.15       | Recorde da temporada |
| 9                 | Ryoichi Akamatsu  | Japão          | o    | xxx  |      |      |      |      |      | 2.15       |                      |
| 11                | Thomas Carmoy     | Bélgica        | xxo  | xxx  |      |      |      |      |      | 2.15       |                      |
| 11                | Andriy Protsenko  | Ucrânia        | xxo  | xxx  |      |      |      |      |      | 2.15       |                      |

Legenda
| Recorde mundial       | Recorde mundial (World record)               |                       | Recorde africano                      | Recorde africano (African) |                                           | Q | Classificado por posição (Qualified) |
| Recorde do campeonato | Recorde do campeonato (Championship record)  | Recorde da América    | Recorde da América (Americas)         | q                          | Classificado por melhor tempo (Qualified) |   |                                      |
| Melhor marca do ano   | Melhor marca do ano (World leading)          | Recorde asiático      | Recorde asiático (Asian)              | DNS                        | Não largou (Did not start)                |   |                                      |
| Recorde nacional      | Recorde nacional (National record)           | Recorde europeu       | Recorde europeu (European)            | DNF                        | Não terminou (Did not finish)             |   |                                      |
| Recorde pessoal       | Recorde pessoal do atleta (Personal best)    | Recorde da Oceania    | Recorde da Oceania (Oceania)          | DSQ / DQ                   | Desclassificado (Disqualified)            |   |                                      |
| Recorde da temporada  | Recorde da temporada do atleta (Season best) | Recorde sul-americano | Recorde sul-americano (South America) | NM                         | Sem marca (No mark)                       |   |                                      |